# Коктума (станційне селище)
Кокту́ма (каз. Көктұма) — станційне селище у складі Алакольського району Жетисуської області Казахстану. Входить до складу Достицького сільського округу.
Населення — 40 осіб (2021; 70 у 2009, 130 у 1999, 51 у 1989).